# Gianpaolo Lazzaro
Gianpaolo Lazzaro (Padova, 4 febbraio 1911 – Milano, 20 dicembre 1977) è stato un pittore italiano, attivo nelle avanguardie italiane dagli anni Trenta agli anni Settanta.
Firmava i suoi quadri con il solo nome Gianpaolo.

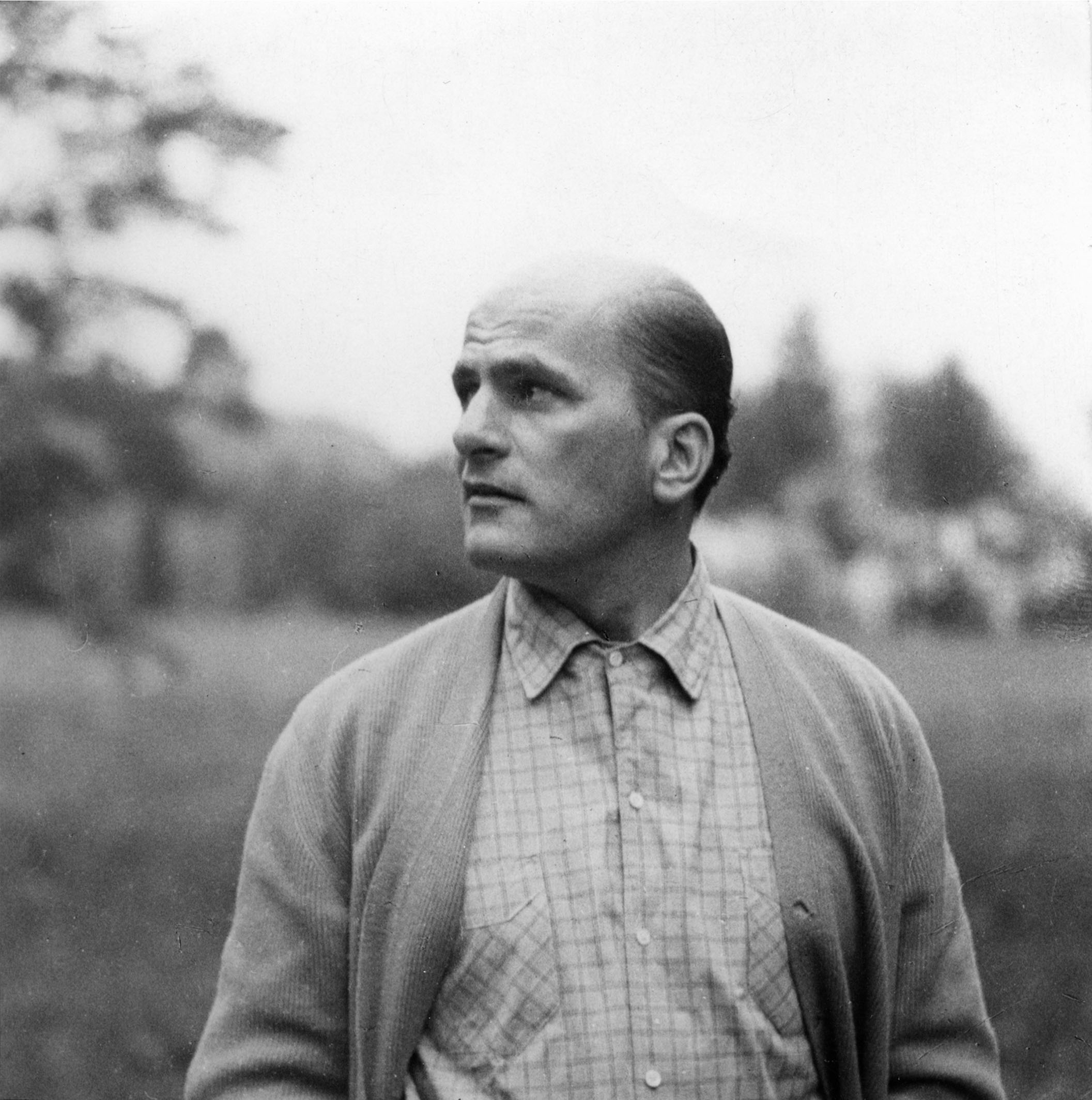
Gianpaolo Lazzaro

## Biografia

### Gli anni della formazione e delle guerre
Dopo aver studiato a Milano, all’Accademia di Brera, nel 1927, a soli 16 anni, accompagna in Siam (oggi Thailandia) Francesco Dal Pozzo, chiamato a insegnare disegno dalla Reale Accademia di Bangkok. 
Qui il giovane artista tiene la sua prima mostra, accolta con favore dalla stampa locale.
Trascorre un anno in Siam poi rientra a Padova. 
A 18 anni espone alla XVII Biennale di Venezia.
Nel 1931 si trasferisce a Milano; esporrà in diverse gallerie d'arte, tra cui la Galleria Gian Ferrari nel 1939 con il pittore Filiberto Sbardella. Nel 1934 vince il concorso per il cartellone pubblicitario della II Mostra d'arte cinematografica di Venezia.
Nel 1935 combatte in Africa Orientale Italiana (Somalia, Abissinia).
Sopravvive alla guerra coloniale e torna a Milano nel 1937.
 In questi anni lavora con Mario Sironi, diventa amico di Lucio Fontana, collabora alla rivista "Natura", dove incontra Bruno Munari.
Nel 1940 viene richiamato sotto le armi e l'anno successivo sposa una ragazza di 16 anni, Bruna Gualazzi.
Scaduta la licenza matrimoniale parte per la campagna di Russia. 
Nel 1944, in Liguria, prende parte alla Resistenza. La moglie ha appena avuto un bambino, Claudio, ma a volte lo accompagna nelle sue missioni.

### Le avanguardie

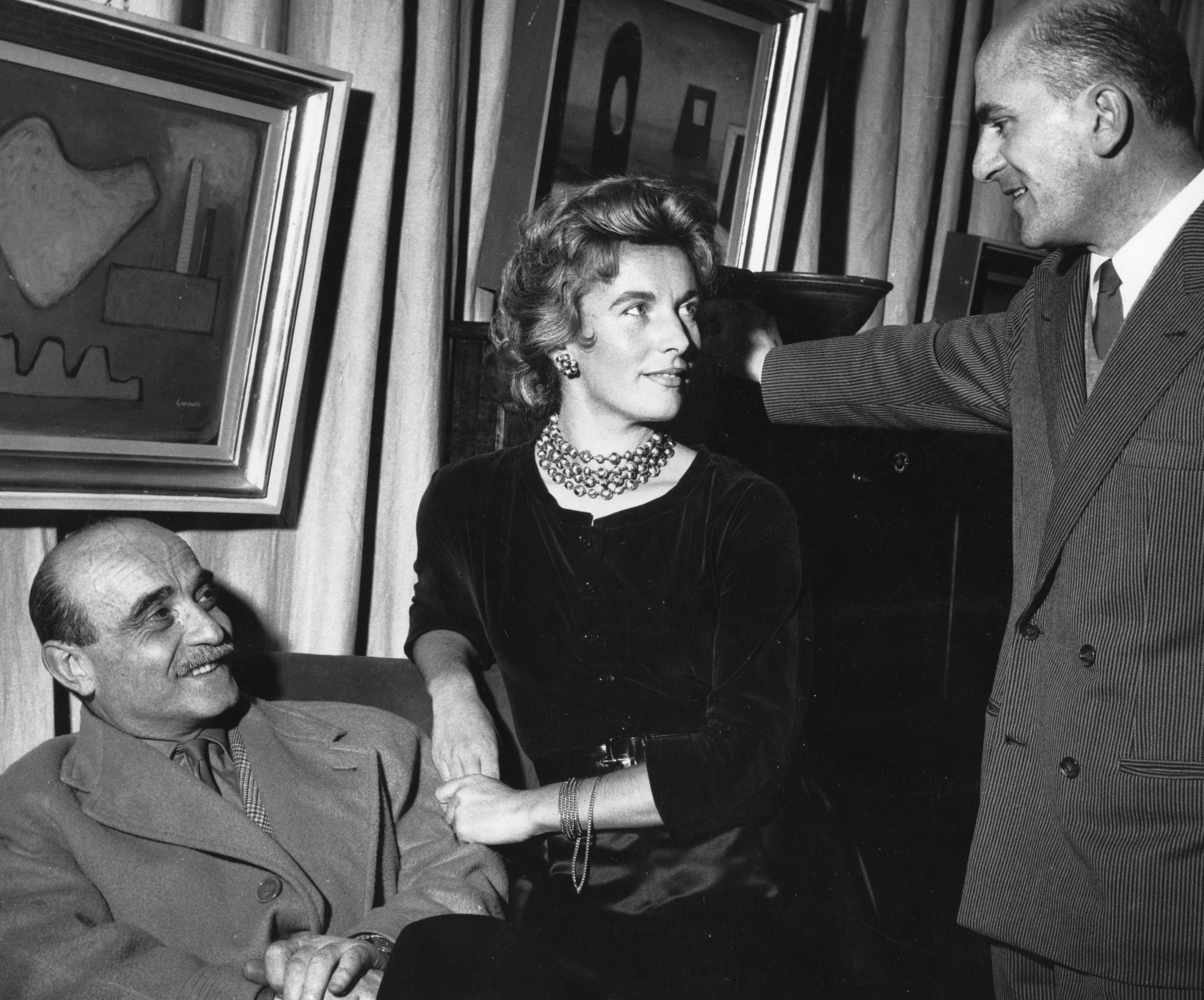
Lucio Fontana a una mostra di Gianpaolo

Nel 1945 Gianpaolo torna a Milano e organizza, al Circolo italo-americano della stampa, la Prima mostra d’arte contemporanea moderna, insieme a Carlo Carrà, Massimo Campigli, Giorgio De Chirico, Filippo de Pisis, Giacomo Manzù, Giuseppe Migneco, Giorgio Morandi e Aligi Sassu.
Dal 1946 al 1956 una serie coerente di opere lo fanno considerare tra i precursori: apparizioni spaziali, paesaggi lunari, corpi sospesi, attrazioni cosmiche. 
Nel 1949 Carlo Cardazzo collezionista, mercante d'arte, editore del primo manifesto del Surrealismo gli organizza una personale alla Galleria del Naviglio.
Nel 1954 Dino Buzzati gli dedica un racconto: Breve dialogo tra il pittore Gianpaolo e un vecchio eremita da lui incontrato nel deserto del Kalahari.

### L'informale e la divulgazione giornalistica
Dal 1957 realizza quadri che chiama “Cosmocronache”, inserendo nella dimensione onirica della sua pittura frammenti di realtà strappati dalle pagine dei giornali.
Per molti anni, a partire dal 1956, scrive per la Domenica del Corriere, su invito dell’amico Buzzati, una serie di articoli divulgativi sul tema “I perché dell’arte moderna”.
Partecipa al vitale movimento artistico milanese degli anni '50 e '60, a contatto coi suoi protagonisti, come Enrico Castellani, amico e principale collaboratore di Piero Manzoni. Mantiene però una sua distanza dalla fioritura di correnti e manifesti, continuando il suo percorso in solitario.
Nel 1967, a Padova, sua città natale, viene organizzata una collettiva in cui espone con Roberto Crippa, Gianni Dova e Lucio Fontana.

### Le Strisce
Negli anni Settanta inaugura un formato inedito: su strette tavole verticali dipinge cieli abbaglianti, come visti da una feritoia. 
Nel 1977, a Milano, la sua ultima mostra, alla Galleria Zunino. 
Nella presentazione Gillo Dorfles scrive: “Già negli anni del suo impegno che potremmo definire metafisico, nei dipinti dove metaforiche nature morte aleggiavano tra relitti di un ideale naufragio, o più tardi quando in pieno periodo informale aveva saputo restringere a pochi moduli cromatici le sue trame pittoriche, o ancora nella serie delle 'Cosmocronache', Gianpaolo si era adoperato per mantenere il suo mondo artistico fuori dai canoni prescritti, scartando tanto un facile realismo aneddotico che un altrettanto facile astrattismo geometrico. Oggi, finalmente, in questa sua ultima mostra di strisce – questi sottili spiragli di colore lavorato a intense stesure tonali che si alternano in bande parallele – l’artista ha raggiunto il momento di estrema purificazione del suo mezzo espressivo”.

## Alcune opere

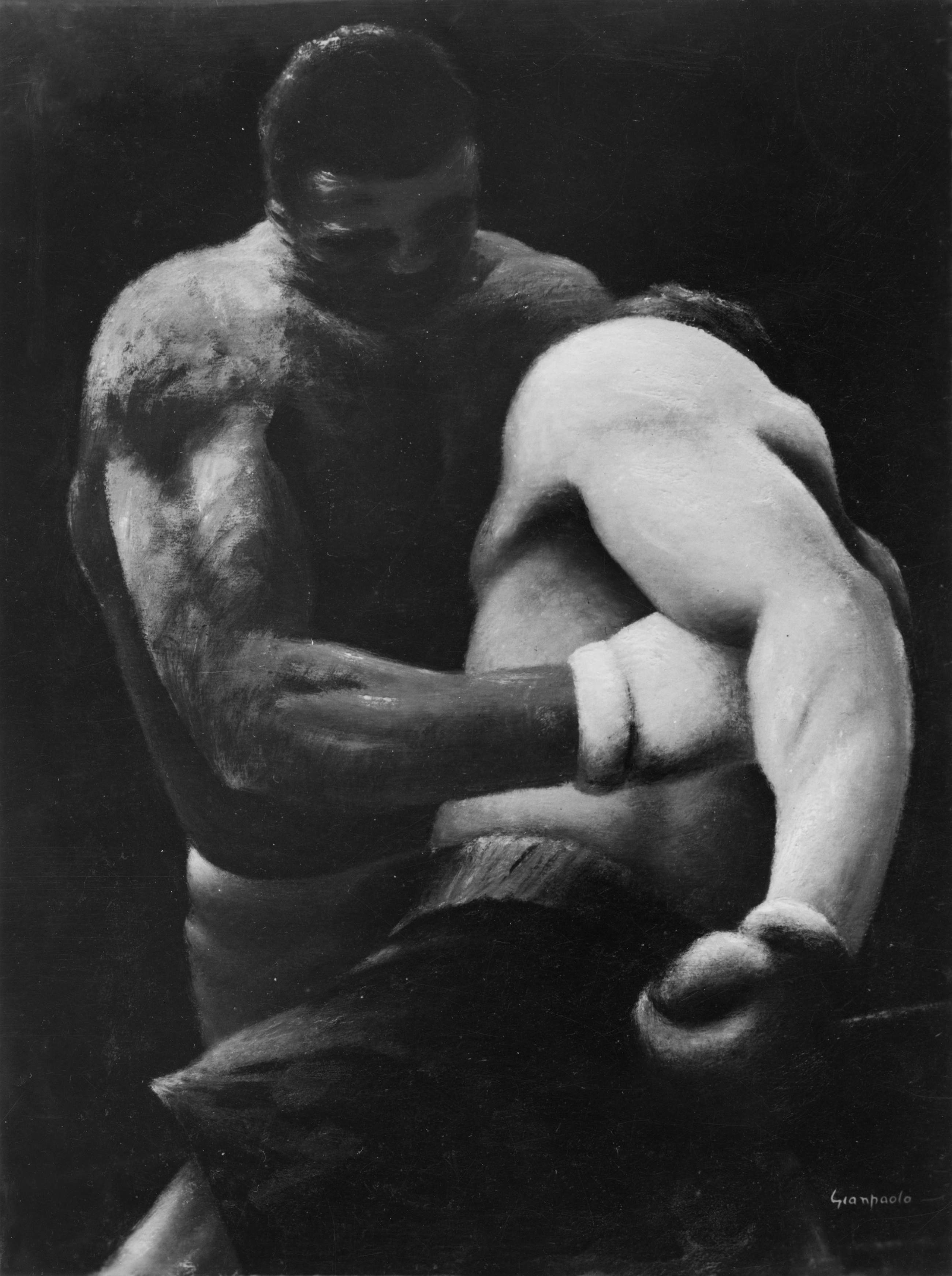
Pugili 1933
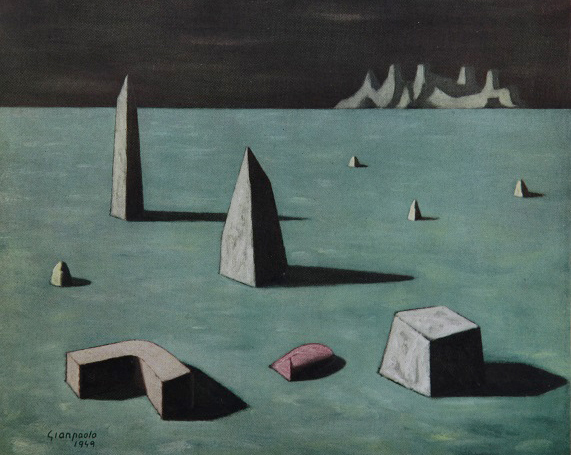
Zona Tranquilla 1949
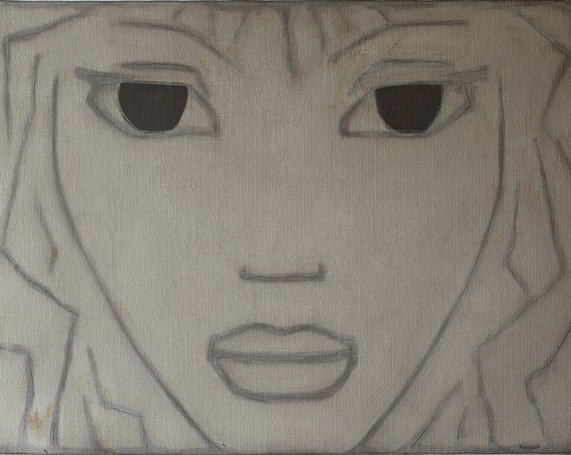
Ritratto Bianco 1969
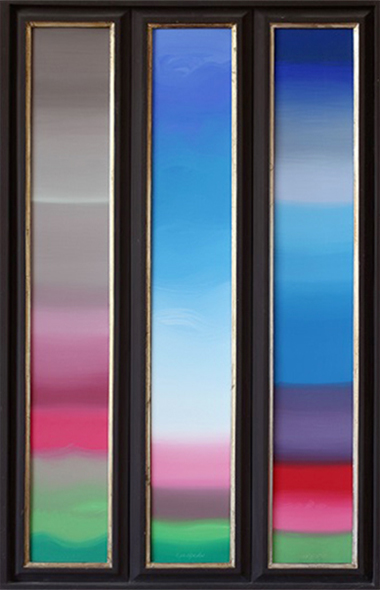
Strisce 1970

## Mostre personali
- 1928 – Bangkok – Royal Hotel
- 1930 – Padova – Società Belle Arti
- 1933 – Milano – Galleria Barbaroux
- 1939 – Milano – Galleria Gianferrari
- 1946 – Milano – Galleria della Spiga
- 1947 – Genova – Galleria Genova e L’Isola
- 1949 – Milano – Galleria del Naviglio
- 1949 – New York – Galleria Schettini
- 1951 – Milano – Galleria S. Fedele
- 1952 – Milano – Centro d’Arte S. Babila
- 1954 – Milano – Galleria Montenapoleone 6A
- 1955 – Milano – Galleria Schettini
- 1957 – Milano – Galleria Schettini
- 1958 – Venezia – Galleria del Cavallino
- 1960 – Milano – Galleria Schettini
- 1961 – Milano – Galleria Pater
- 1966 – Padova – Galleria Primopiano
- 1968 – Nuoro – Galleria Chironi 88
- 1969 – Padova – Galleria d’arte Antenore
- 1969 – Milano – Galleria Cavour
- 1971 – Milano - Galleria delle Colonne
- 1972 – Nuoro – Galleria Chironi 88
- 1972 – Castellanza (Varese) Galleria d’arte “Del Barba”
- 1973 – Padova – The Judgement International Art Gallery
- 1977 – Camogli – Galleria Levante
- 1977 – Milano – Galleria d’arte di Ada Zunino

## Mostre collettive
- 1929 – Padova – Mostra delle Tre Venezie
- 1930 – Venezia – XVII Biennale
- 1931 – Padova – III Triveneta
- 1940 – Napoli – Mostra d’Arte Contemporanea
- 1945 – Milano – I Mostra d’Arte Contemporanea Moderna al Circolo Italo-Americano della Stampa
- 1948 – Venezia – XXIV Biennale
- 1948 – 52 - Milano – Biennale Nazionale. Palazzo della Permanente
- 1948 -70 – Padova – Biennali Trivenete
- 1951 – Milano – Galleria Cairola – La bella italiana nella pittura contemporanea
- 1953 – Milano – Biennale di Brera
- 1955 – Roma – VII Quadriennale
- 1954 -70 – Milano – Biennale Nazionale. Palazzo della Permanente
- 1957 - Galleria Schettini – Quinta Mostra mercato dell’arte
- 1957 – Milano – Terza Mostra biennale dell’arte sacra
- 1961- Milano – Quinta Mostra biennale di arte sacra
- 1964 – Milano – Galleria Schettini
- 1966 – Parigi – Galerie “la palette bleue”
- 1966 – Milano – Villa Comunale -  Mostra d’arte contemporanea ispirata alla Resistenza
- 1967 – Padova – Galleria d’Arte Pro Padova – Mostra collettiva di Crippa, Dova, Fontana, Gianpoalo